# 슐로스 라우펜 암 라인팔역
슐로스 라우펜 암 라인팔역(독일어: Schloss Laufen am Rheinfall)은 스위스 취리히주와 라우펜-우비젠 지자체에 있는 기차역이다. 역은 라우펜성이 내려다보이고, 차례로 그 이름이 유래된 유명한 라인 폭포를 내려다보고 있다. 스위스 연방 철도의 라인팔선에 있으며, 취리히 S-반 노선 S12 및 S33이 운행된다.
역은 라우펜성 서쪽에 위치해 있으며, 단일 플랫폼에서는 폭포 바로 아래 라인강이 내려다보인다. 역의 바로 동쪽에 철도 라인이 성 아래로 터널을 만든 다음 보행자 교통을 운반하는 다리에서 폭포 위의 라인강을 건넌다. 역은 산책로로 성곽과 연결되어 있으며, 주로 성곽과 폭포를 찾는 방문객들이 이용한다.
2012년 취리히 주정부는 2015년부터 슐로스 라운펜 암 라인팔역을 폐쇄해야 한다고 제안했다. 이 역은 장애인 접근에 적합하지 않고, 그때 도입될 더 긴 기차를 처리하기에는 너무 짧기 때문이다. 역을 인근 라인강 다리로 이전하는 대안은 너무 많은 비용이 소요되었다. 이 제안은 주 의회에서 상당한 반대에 부딪혔다.
슐로스 라우펜 암 라인팔역은 라인 폭포를 운행하기 위한 두 개의 역 중 하나이며, 다른 하나는 강 반대편에 있는 노이하우젠 라인팔역이다.

## 갤러리
- S33호선의 슈타들러 GTW 차량이 있는 성으로 가는 길목에서 보이는 역이다.
- 역 승강장에서 성곽 및 폭포 접근